# Абдуов, Нурлан Канатович
Абдуов Нурлан Канатович (каз. Әбдуов Нұрлан Қанатұлы; род. 3 февраля 1977 года, Алма-Ата, Казахская ССР, СССР) — казахстанский предприниматель, общественный деятель, кандидат политических наук, почётный консул Южно-Африканской Республики в г. Алма-Ата и Южно-Казахстанской области.
С 2010 года Председатель Президиума Казахского географического общества. С 2017 года — Председатель Попечительского совета. Инициатор первой Казахстанской автомобильной экспедиции на Южный Полюс, первой Казахстанской лыжной экспедиции на Северный Полюс, соорганизатор различных общественных проектов по озеленению города Алма-Ата.

## Биография
Нурлан Канатович Абдуов родился 3 февраля 1977 года в Алма-Ате, столице Казахской ССР. Казах.
В 1998 году окончил Казахскую государственную академию управления с присвоением квалификации «экономист-международник». В 2000 году проходил 2-месячную стажировку в Институте внешней торговли Италии. В 2010—2012 годах обучался во Всероссийской государственной налоговой академии Министерства финансов Российской Федерации в Москве. Получил степень кандидата политических наук Российской академии народного хозяйства и государственной службы при президенте Российской Федерации.

### Карьера
Трудовую деятельность начал в 1997 году с позиции менеджера финансово-экономического департамента корпорации «Акцепт».
- 1997 год — менеджер финансово-экономического департамента ЗАО «Корпорация «Акцепт».
- 1998 год — заместитель финансового директора ЗАО «Корпорация «Акцепт».
- 1999 год — заместитель генерального директора ЗАО «Корпорация «Акцепт».
- 1999 год — финансовый директор Корпорации «Акцепт».
- 2001—2002 — вице-президент Союза торгово-промышленных палат Республики Казахстан (ныне Торгово-промышленная палата РК).
- 2002—2004 — генеральный директор ЗАО «КазСтройСервис».
- 2004—2007 — Член Совета Директоров АО «Атырау Балык».
- 2005—2008 — Председатель Правления, один из основателей многопрофильного холдинга АО «SAT&Company».
- 2006—2007 — Член Совета директоров АО «SAT&Company».
- 2005—2007 — Член Совета директоров, Председатель Совета директоров АО «Kazakhstan Petrochemical Industries».
- 2007—2009 — Член Совета директоров АО «Международный аэропорт Алматы».
- 2008—2016 — Президент Объединения юридических лиц «Казахстанский союз промышленников и предпринимателей».
- 2008—2014 — Член Совета директоров (независимый директор) АО «Интергаз Центральная Азия».
- 2015 — Член Совета директоров, независимый директор АО «Казтехнология».
- 2015 — Член Совета директоров, независимый директор АО «Национальная компания «Казахстан инжиниринг».
- 2011—2017 — Член Совета директоров, независимый директор АО «КазМунайГаз Переработка и Маркетинг» (Дочерняя организация АО Национальная компания «КазМунайГаз»).
- 2015—2017 — Член Совета директоров, Управляющий директор АО «Qazaq Financial Group» (бывшее название АО Alnair Capital Holding).
- 2016—2017 — Член Совета директоров АО «Казкоммерцбанк».

В настоящее время занят общественной работой:
- Председателем Попечительского совета Казахского географического общества. Основные цели общества: пропаганда активного образа жизни, развитие внутреннего туризма в стране, повышение имиджа страны на международном пространстве, сохранение исчезающих видов животных, социальная поддержка нуждающихся.
- 18 августа 2016 года получил патент от президента Южно-Африканской республики Джейкоба Зумы. 6 апреля 2017 года в Астане была вручена экзекватура Министерством иностранных дел. Затем был назначен Почётным консулом Южно-Африканской республики в г. Алма-Ата и Южно-Казахстанской области.

## Награды

### Поощрения Президента и Правительства Республики Казахстан
- Благодарственное письмо президента РК Н.А.Назарбаева в честь 10-летия независимости Республики Казахстан от 16 декабря 2010 года.

### Общественные награды
- Юбилейная медаль «Қазақстан конституциясына 10 жыл» (Десять лет Конституции Казахстана).
- Юбилейная медаль «Қазақстан Республикасының тәуелсіздігіне 20 жыл» (20 лет независимости Республики Казахстан).
- Юбилейная медаль «20 лет Ассамблеи Народа Казахстана».
- Юбилейная медаль «Қазақстан Республикасының тәуелсіздігіне 25 жыл» (25 лет независимости Республики Казахстан).
- Медаль «Бірлік».

## Достижения
Инициатор, руководитель и участник Первой Казахстанской автомобильной научной экспедиции на Южный Полюс, достигшей самой южной оконечности Земли 14 декабря 2011 года.
Трижды рекордсмен «Книги рекордов Гиннесса»: 
- «За самое быстрое прохождение маршрута Станция «Новолазаревская» - Южный Полюс» 2011 г.[3]
- «Самый большой лагман в мире» (под эгидой Ассамблеи народа Казахстана) 01.05.2015 г.[4]
- «Самый большой бешбармак в мире» (в рамках года Ассамблеи народа Казахстана) 6 июля 2015 года.[5]

Инициатор, руководитель и участник Первой Казахстанской лыжной экспедиции на Северный Полюс Земли, полярную станцию Барнео – СП, апрель 2015 года.
Под эгидой ОО «Казахское Географическое Общество» («Kazakh Geographic Society»), холдинга «Байтерек» и Ассамблеи народа Казахстана была организована первая казахстанская экспедиция «Полюс Независимости»: экстремальное восхождение на пик Винсона (4892 м) и покорение Южного Полюса на лыжах длиною 217 километров, декабрь 2016 года.

## Общественная деятельность
Нурлан Абдуов – Председатель Президиума Казахского географического общества. Является инициатором, руководителем и участником проводимых обществом экспедиций:
- Первая Казахстанская автомобильная экспедиция на Южный Полюс Земли. Является инициатором, руководителем и участником Первой Казахстанской автомобильной экспедиции на Южный полюс Земли[7]. «КазГео — 2011: Едем на юг!» — первый крупный глобальный проект Казахского Географического Общества. Группа из 7 человек, в том числе 2 учёных на трёх специально подготовленных автомобилях (2 автомобиля Toyota Hilux и один Toyota Prado) направилась к Южному Полюсу, чтобы 16 декабря, в День Независимости Республики Казахстан, водрузить на нём государственный флаг Казахстана[8]. Экспедиция стартовала 3 декабря 2011 года с аэродрома российской полярной антарктической станции Новолазаревская. 14 декабря экспедиция достигла Южного полюса и водрузила на нём Государственный флаг Казахстана, а также приняла участие в торжествах по случаю 100-летия покорения Южного полюса экспедицией Руаля Амундсена. 21 декабря экспедиция вернулась к исходной точке маршрута на аэродром станции Новолазаревская. Во время движения по маршруту участниками была выполнена объёмная научная программа: метеорологические и экологические исследования, геодезические работы, сбор фото и видеоматериалов и многое другое. Важным пунктом программы экспедиции являлся сбор материалов для подготовки предложения по открытию в Антарктиде Казахстанской полярной научной станции. Участниками экспедиции в суровых условиях пройдено 4800 километров безжизненного льда Антарктиды.
- Первая Казахстанская лыжная экспедиция на Северный Полюс: станция Барнео – Северный Полюс.

Поддержал в рамках Казахского географического общества проекты:
- Фестиваль Казахстанского кино.
- Экспедиция команды технического альпинизма.
- Творческий конкурс среди журналистов и фотокорреспондентов.
- Летний детский лагерь Казахского Географического Общества «Юный путешественник».
- Экспедиция «Легенды Казахстана».
- Первая международная научная конференция «Потенциал Земли и людей».
- Фестиваль Казахской Национальной кухни «Той Казан 2013».
- Экспедиция в Македонию.
- Мотопробег по Европе "G-Global".
- Kazakhstan — Terra Incognita.
- Кругосветное путешествие на велосипеде Магжана Сагимбаева — Bike The Earth!.
- Самый большой лагман в мире.
- Самый большой бешбармак в мире.
- Спасение снежного барса.
- «Экспедиция 25».
- «Полюс независимости».

С участием Нурлана Абдуова и команды, покорившей Южный Полюс за 108 часов, снят документальный фильм «108 часов». Фильм находится в свободном доступе на канале Youtube Казахского географического общества. 